# Acacia websteri
Acacia websteri é uma espécie de leguminosa do gênero Acacia, pertencente à família Fabaceae.